# Stara Synagoga w Grabowie nad Prosną
Stara Synagoga w Grabowie nad Prosną – drewniana bożnica zbudowana około 1710 roku. Była pierwszą synagogą w Grabowie nad Prosną. Została rozebrana w 1860 roku.